# Slaget vid Lier
Slaget vid Lier var ett slag under dansk-svenska kriget 1808-1809. Det utkämpades den 13 april 1808 mellan svenska och dansk-norska styrkor vid Lier i östra Norge och slutade med svensk seger.
Den 15 april 1808 gick den svenska 1:a brigaden om 1.250 man under ledning av arméchefen själv, general Gustaf Mauritz Armfelt in i Norge för att kunna gruppera belägringsartilleri mot Kongsvingers fästning. Angreppet skedde på tre fronter under Cederström vid Häljeboda, Liljeström vid Emterud och Armfelt längs huvudvägen.
Det norska försvaret leddes av överste Werner Nicolai de Seue som förde befäl över "sentrumsbrigaden" på 1.900 man som skulle försvara Aurskog-Høland och Kongsvinger under överinseende av prins Kristian August. Försvarsstyrkorna längs gränsen drog sig omedelbart bakåt och den svenska huvudstyrkan under Armfelt kunde slå läger vid Matrand 16 april och förstärktes samma dag av Upplands regemente från den 2:a brigaden.
Den norska förhoppningen om hindra svenskarnas frammarch vid Kongetorp omöjliggjordes när Liljeströms styrkor fördrev försvararna vid Pramhus och tvingade norrmännen att falla tillbaka till förskansningarna vid Liergårdarna i passet mellan sjöarna Føskersjön och Tarven. Skansen försvarades nu av 1.000 man under befäl av major Kreutz från Norske Lette Bataljon.

## Slagets förlopp
Slaget inleddes den 18 april på den västra flanken med en skenmanöver under kapten Matern. Major Hård förde därefter fram 150 man vid huvudvägen medan kapten Liljeström och löjtnant Belfrage avancerade på östra sidan. Vid middagstid ankom Armfelt och man inväntade nu besked från Cederströms styrkor som skulle angripa skansen i ryggen genom att gå över Vingersjön. När besked kom att detta visat sig omöjligt på grund av "sågad is" ändrades planen till att Cederström skulle gå över Tarven istället. Samtidigt skulle Liljeström och Belfrage inleda störande angrepp för att underlätta Cederströms anfall.
Klockan 15:00 påbörjades eldgivning från huvudvägen där tre fältkanoner nu fanns, vilka med stor möda dragits upp på en platå genom den över halvmeter-djupa snön. Intensiv eldutväxling med artilleri och handeldvapen utbröt och under major Hård genomförde svenskarna flera stormningsförsök utan att lyckas inta Liers främre skans.
Efter tre timmars strid utan resultat gav Armfelt order om reträtt, men eftersom Cederströms trupper hade observerats av det norska försvaret gav Kreuz nu order om att kapten Sandolins grenadjärer skulle förstärka den östra flanken vid Tarven. Ordern missförstods dock av Sandolin som felaktigt tog med sig hela sitt kompani från de västra försvarsställningar och ledde dem nedför en backe mot sjön där de hindrades från att angripa svenskarna av en översvämmad bäck. Under beskjutning från Liljeström och Belfrages trupper förlorade Sandolin en tredjedel av sin styrka. Samtidigt hade Matern upptäckt att den västra flanken inte längre var försvarad och intog lätt ställningen.
Den svenska reträtten avblåstes och Hård lyckades nu inta den främre skansen. Kreuz hotades nu i ryggen av Matern och med främre skansen förlorad och Cederströms trupper i antåg drog sig norrmännen sig tillbaka mot Kongsvinger och jagades hårt av Materns jägare och Lifrergimentbrigadens husarer upp till Rasta.

## Efter slaget
På Kongsvinger fästning hade överste von Blücher förberett belägringsförsvar genom att hugga ner stora skogspartier framför fästningen och övervägde dessutom att bränna byggnader för att neka svenskarna skydd mot kanoneld. Prins Christian August avskedade de Seue omgående av på grund av dennes undermåliga handlingskraft. Prinsens förhoppningar att genomföra ett motangrepp omöjliggordes av svenskarnas snabba ombyggnad av Lier skans som nu kunde försvaras mot angrepp norrifrån. Svenskarna befäste flera gårdar och strategiska positioner i bygderna söder om Kongsvinger med lätta förskansningar och fältvakter. Efter nederlag i Høland drogs den svenska 2:a brigaden där tillbaka och förlades nu i Eidskog, söder om 1:a brigaden vid Lier.
29 april anländer von Seues ersättare överste Ditlev von Staffenfeldt som inleder en offensiv strategi med små anfall mot svenskarnas mindre positioner i området utan att lyckas rubba svenskarnas huvudpositioner. Norrmännen överraskas av Svenskarnas plötsliga reträtt 31 maj i samband med den Svensk-Engelska offensiven mot Köpenhamn.
Med undantag för småstrider längs gränsen var området relativt lugnt fram till oktober när Svenskarna igen förberedde ett angrepp. Detta skedde dock aldrig och vapenvila i området inleddes 22 november.

## Umbäranden
Kriget försvårades för båda sidor av den svåra vintern och den djupa snön som låg kvar långt in i maj. Svenskarnas utrustning var undermålig och livsmedel hade skaffats undan från de besatta områdena redan innan anfallet på Lier. Trots allmänt gott uppförande från de svenska trupperna led även lokalbefolkningen på grund av den svåra matbristen. De norska soldaterna var om möjligt ännu sämre utrustade med utslitna uniformer och brist på både vapen och krut. Soldater på båda sidorna led av sjukdomar till följd av den dåliga förplägnaden och de sanitära förhållandena.